# Odorigui

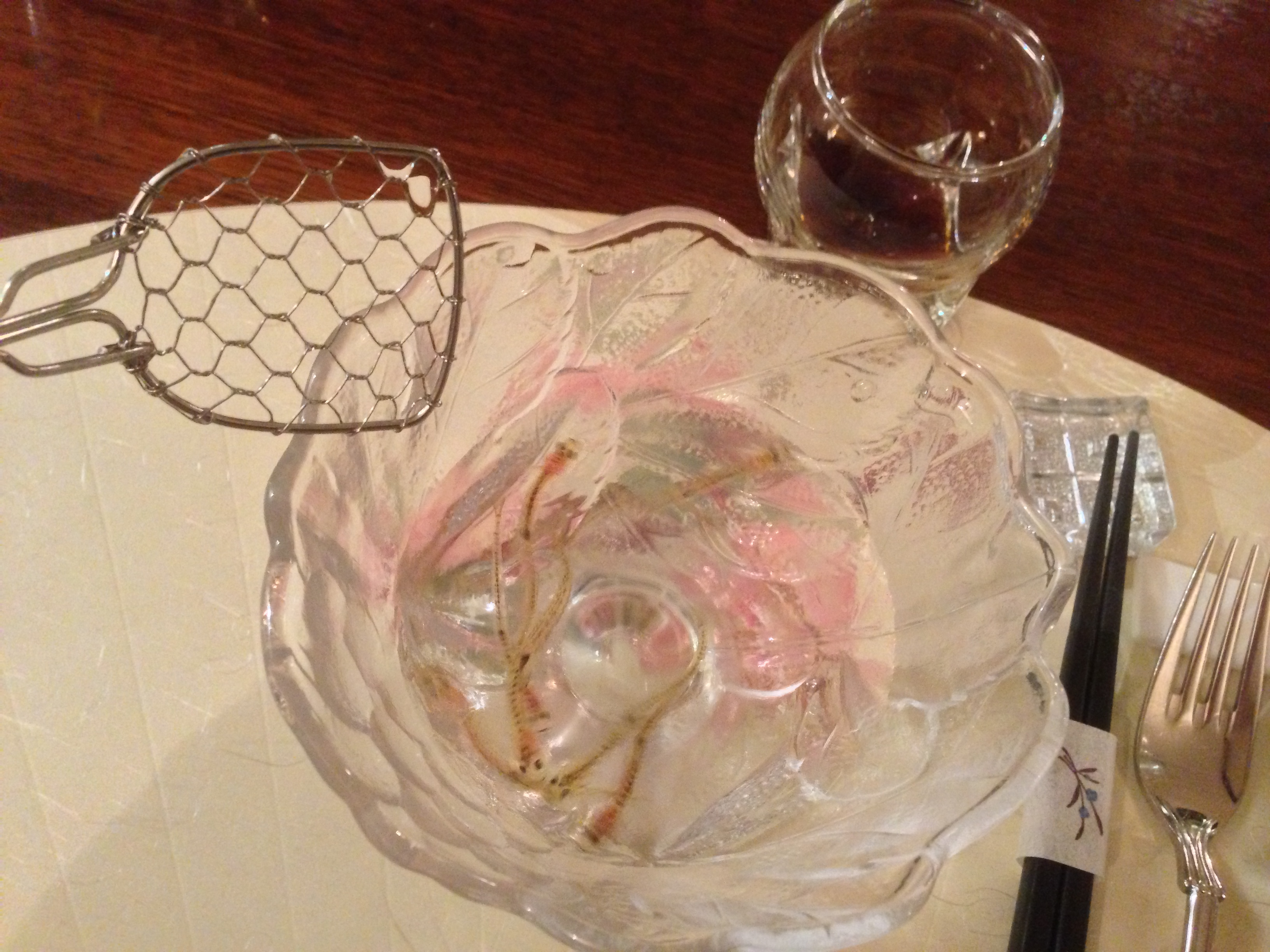
Odorigui de Leucopsarion petersii au Japon (avril 2013).

L'odorigui (踊り食い, littéralement « manger en dansant ») est une pratique de consommation des fruits de mer dans la cuisine japonaise.
L'odorigui fait référence à la consommation de fruits de mer vivants alors qu'ils sont encore en mouvement, ou à la consommation de parties d'animaux encore vivants. Les animaux généralement consommés dans le style odorigui sont les poulpes, les calmars, Leucopsarion petersii et autres animaux similaires. La consommation de fruits de mer vivants sans mouvements remarquables, comme les oursins, n'est généralement pas incluse dans l'odorigui.

## Plats notables
Katsu ika odori-don (活いか踊り丼, lit. « bol de riz dansant au calmar vivant »). Dans ce plat, on utilise un calmar presque complet, dont les muscles se contractent et bougent vigoureusement lorsque la sauce de soja est versée sur le riz.